# Ulrich von Zatzikhoven

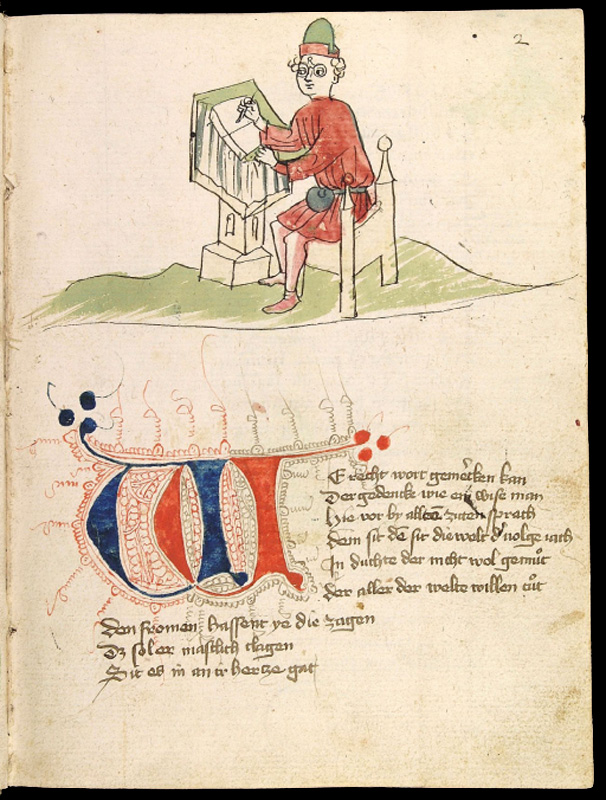
Ulrich von Zatzikhoven und die ersten Verse des »Lanzelet« im Codex Palatinus Germanicus 371 aus dem Jahr 1420.

Ulrich von Zatzikhoven ist der Verfasser des mittelhochdeutschen Artusromans Lanzelet.
Sein Name und sein Herkunftsort Zezikon sind uns nur aus seinem Werk selbst bekannt, das vermutlich nicht lange nach 1193 an einem unbekannten Ort entstand. Allgemein nimmt man an, Ulrich sei dieselbe Person wie ein 1214 urkundlich erwähnter Leutpriester von Lommis im Kanton Thurgau mit Namen Uolricus de Cecinchoven. Dieser erscheint in der Zeugenliste einer Schenkungsurkunde der gräflichen Familie von Toggenburg an das Kloster St. Peterzell vom 29. März 1214.
Ulrichs einziges bekanntes Werk ist der mittelhochdeutsche Versroman Lanzelet, der eine Nachdichtung eines unbekannten altfranzösischen Artusromans darstellt. Held des Romans ist der Ritter Lancelot, dessen Geschichte wenig früher auch Chrétien de Troyes in seinem Le Chevalier de la charrette («Karrenritter») erzählt hatte.
Ulrichs Lancelot-Roman weicht inhaltlich jedoch stark von Chrétien ab. Ulrich selbst nennt als Vorlage daz welsche buoch von Lanzelete (V. 9341), dieses sei im Reisegepäck des anglonormannischen Adligen Hugo von Morville, einer der Geiseln für den englischen König Richard Löwenherz, nach Deutschland gekommen. Richard war vom 21. Dezember 1192 bis zum 4. Februar 1194 in der Gefangenschaft des Stauferkaisers Heinrich VI. In dieser Zeit muss Ulrich den altfranzösischen Roman kennengelernt haben.